# Don Nichols
Don Nichols, född 23 november 1924, död 21 augusti 2017, är en amerikansk ingenjör och racerförare. Han är mest känd som grundare av Can-Am- och formel 1-stallet Shadow Racing Cars.